# Troutman (Caroline du Nord)
Troutman est une ville américaine située dans le comté d'Iredell dans l'État de Caroline du Nord. En 2010, sa population était de 2 383 habitants.

## Démographie
| 1880 | 1910 | 1920 | 1930 | 1940 | 1950 |
| ---- | ---- | ---- | ---- | ---- | ---- |
| 71   | 230  | 342  | 432  | 566  | 613  |

| 1960 | 1970 | 1980  | 1990  | 2000  | 2010  |
| ---- | ---- | ----- | ----- | ----- | ----- |
| 648  | 797  | 1 360 | 1 493 | 1 592 | 2 383 |

## Source de la traduction
- (en) Cet article est partiellement ou en totalité issu de l’article de Wikipédia en anglais intitulé « Troutman, North Carolina » (voir la liste des auteurs).